# Diego de Aliaga y Santa Cruz
Pour les articles homonymes, voir Aliaga (homonymie) et Santa Cruz.
Diego de Aliaga y Santa Cruz, de son nom complet Diego de Aliaga Sotomayor y Santa Cruz, né le 9 septembre 1784 à Lima et mort en novembre 1825 à Callao, est un aristocrate de Lima et homme politique péruvien. Il est le premier vice-président du Pérou, servant entre 1823 et 1824 sous la présidence de José Bernardo de Tagle.

## Biographie
Diego de Aliaga naît à Lima en 1784, et est le second fils du capitaine Sebastián de Aliaga y Colmenares (es), VIe Marquis de Zelada de la Fuente (es), et de María de las Mercedes Santa Cruz y Querejazu, IVe Comtesse de San Juan de Lurigancho (es). Il devient lieutenant du régiment de la noblesse à Lima et devient par la suite capitaine de la Garde des Hallebardiers et des Archers du Palais, au service des vice-rois José Fernando de Abascal y Sousa et Joaquín de la Pezuela. Son titre reste néanmoins purement honorifique.
Au même moment d'occuper son haut poste, il s'intéresse au commerce, et entretien des relations avec les conspirateurs visant à renverser le régime royal. Son implication est dénoncée par des propagandistes chiliens, comme José Garcia, qui a rapporté avoir remis la lettre de correspondance entre le révolutionnaire José de San Martín et de Aliaga du 15 février 1820 à un intermédiaire. Cette dénonciation ne lui est pas défavorable, en raison de son haut statut social, et il est tout de même nommé au conseil responsable de préparer le serment de la constitution espagnole de 1812 le 20 septembre 1820. Son intérêt pour la révolution semblait avoir diminué, puisqu'il refuse le support aux patriotes pour le passage du Bataillon Voltígeros de la Guardia (es) et prie même de ne pas être impliqué. Après la proclamation d'indépendance du 28 juillet 1821, il oublie ses réticences à propos des révolutionnaires et joint rapidement la vie politique de la nouvelle république.
Il reçoit l'ordre du Soleil le 12 décembre 1821 et est nommé conseiller d'État le 23 janvier 1822. Il est nommé vice-président par le Congrès le 18 novembre. Lors de la menace des forces royalistes sur Lima en février 1824, Simón Bolívar est proclamé dictateur du Pérou par le Congrès, puisque Tagle et de Aliaga refusent leur investiture. Ils étaient tous deux impliqués avec les Royalistes dans des accords pour partager le pouvoir avec l'ancien vice-roi José de la Serna. Pendant l'évacuation des patriotes hors de Lima, Tagle et de Aliaga restent cachés dans la capitale, de peur de représailles de la part de Bolivar. Lors de l'arrivée du général royaliste Juan Antonio Monet (es), ils se présentent à lui comme prisonniers. Au départ des Royalistes, les deux trouvent refuge dans la forteresse de Callao, mais assiégés par les armées du Pérou et de la Grande Colombie. Tagle meurt en septembre 1825, tandis que de Aliaga meurt deux mois plus tard, affecté par le scorbut. Dans les procédures judiciaires qui s'ensuivent, il est exonéré à titre posthume de trahison, mais ses biens sont saisis.
Il avait épousé Clara Buendía y Carrillo, marquise de Castellón (es), mais le couple n'a pas de descendance.